# Жепа
Же́па (сербохорв. Жепа, Žepa) — небольшой населённый пункт в восточной части Республики Сербской в общине Рогатица. Жепа расположена к северо-востоку от Рогатицы, к юго-западу от Сребреницы и к северо-западу от Вишеграда. Город находится на речке Жепе, впадающей в Дрину, в долине между горами Явор и Деветак.
В 1991 году численность населения Жепы составляла 462 человека — из них 450 боснийцев (97 %), 7 югославов, 3 серба и 2 прочих жителя.
Во время Боснийской войны (1992—1995) Жепа вместе со Сребреницей и Горажде являлась одним из трёх боснийских анклавов в Восточной Боснии, осаждённых сербами.
Командующим 285-й бригадой, дислоцированной в Жепе, был полковник Авдо Палич. В апреле 1993 года Жепа была объявлена «безопасным районом» и в ней расположился отряд украинских миротворцев. 25 июля 1995 года в ходе операции «Ступчаница 95» Войско Республики Сербской блокировало и, после переговоров с командирами боснийцев, заняло город. Важную роль в мирной эвакуации населения Жепы сыграло участие в переговорах представителя командования сил ООН полковника ВС Украины Николая Верхогляда. В результате договорённостей боснийское население при помощи украинских военнослужащих было эвакуировано из Жепы в Сараево.